# Hemberg (Lennegebirge)
Der Hemberg ist ein 535,2 m ü. NHN hoher Berg zwischen Eiringhausen und Affeln im äußersten Westen des Lennegebirges im Sauerland im nordwestlichen Bereich des Naturparks Sauerland-Rothaargebirge. Der Gipfel des Berges befindet sich in der Gemarkung Ohle der Stadt Plettenberg, etwa 2,3 km östlich von Schloss Brüninghausen.
Früher war der Berg stark bewaldet, doch seit dem großen Borkenkäferbefall wurden viele Bäume am seitdem sehr kahl wirkenden Berg gefällt.